# ماني مارتن
ماني مارتن (بالإنجليزية: Manny Martin)‏ هو لاعب كرة قدم أمريكية أمريكي، ولد في 31 يوليو 1969.